# Grotte du Trou-Madame
Die Grotte du Trou-Madame (deutsch „Höhle von Trou-Madame“) ist eine Naturhöhle nördlich von Méailles, im Massif du Pelat, im Département Alpes-de-Haute-Provence in Frankreich.
1876 weist der Führer Joanne auf die Höhle hin. 1960 wurde der Zugang zur Höhle wiedergefunden. Der Höhenunterschied Höhle beträgt 56 m, Länge etwa 350 m. Die Höhle entstand im Nummulitischen Kalkstein (Eozän) und Seekreide. Die Höhle ist eine sogenannte Kontakthöhle (französisch Grotte de contact) zwischen zwei geologischen Schichten. Ähnlich Höhlen sind die nahegelegenen Grotte du Cul de Bœuf und die Le Pertuis II de Méailles.